# プロピオール酸
プロピオール酸（Propiolic acid）または、アセチレンモノカルボン酸（acetylene mono-carboxylic acid）は、アセチレンジカルボン酸の煮沸で生成する不飽和有機化合物で、ジブロモコハク酸とアルコール性炭酸カリウムの反応でカリウム塩として得られる。光沢のある固体で、融点は6℃、沸点（分解点）は144℃である。水に溶け、酢酸によく似た芳香を持つ。

## 製造
産業的には、鉛電極でプロパルギルアルコールを酸化することによって製造される。アセチレンジカルボン酸の脱炭酸によっても調製することができる。

## 反応
太陽光にさらすとトリメシン酸（ベンゼン-1,3,5-トリカルボン酸）に変わる。臭素を反応させるとジブロモアクリル酸が得られ、塩酸と反応させるとα-クロロアクリル酸（2-クロロ-2-プロペン酸）が得られる。
水溶液中でアンモニア性硝酸銀を付加させた銀塩は特殊な爆薬で、また、アンモニア性塩化銀と一緒に温めることによって得られる不定形の沈殿も爆発する。
エチルエステルとヒドラジンを縮合させるとピラゾロンになる。